# Sinostosi
La sinostosi è una giuntura tra due ossa, o tra due parti di uno stesso osso, che si saldano completamente fra loro.

## Esempi
- La craniostenosi è il tipico esempio di sinostosi, si tratta della fusione delle ossa craniche alla nascita, che può avvenire anche in un periodo post-natale. In corrispondenza della linea di giuntura in genere è evidente il segno della saldatura.
- La sinostosi radioulnare, ovvero la fusione anormale del radio e delle ossa dell'ulna nell'avambraccio;
- La sinostosi tarsale, detta coalizione tarsale, ovvero la mancata formazione di tutte e sette le ossa del tarso.
- La sindattilia: fusione anormale di dita vicine.

Si intende per sinostosi anche quella deformità congenita del rachide, detta sindrome di Klippel-Feil, data dalla fusione di due o più vertebre, talvolta riscontrata al tratto cervicale, che può comportare un'inclinatura coatta del capo e un accorciamento anomalo del collo.
La sinostosi delle articolazioni può causare anchilosi.